# Ajszabiby
Ajszabiby (kaz. Айшабибі; ros. Айшабиби, Ajszabibi) – wieś w Kazachstanie, w obwodzie żambylskim, w rejonie Żambył. W 2021 roku liczyła 4984 mieszkańców.